# 2(x)ist
2(x)ist is een Amerikaans ondergoedfabrikant die voornamelijk voor mannen produceert. Het merk wordt beschouwd als vernieuwer in "verfijnd, goed-gemaakt, sexy" ondergoed voor mannen. Het merk werd in 1991 opgericht door Gregory Sovell die in 2005 het bedrijf verliet om C-IN2, een concurrerend ondergoedmerk op te zetten.